# 투 웡 푸
《투 웡 푸》(영어: To Wong Foo, Thanks for Everything! Julie Newmar)는 미국에서 제작된 비번 키드런 감독의 1995년 로드 코미디 영화이다. 웨슬리 스나이프스, 패트릭 스웨이지, 존 레귀자모 등이 출연하였고, G. 맥 브라운 등이 제작에 참여하였다.

## 출연
- 웨슬리 스나이프스 - 녹시마 잭슨 역
- 패트릭 스웨이지 - 비다 보엠 역
- 존 레귀자모 - 치치 로드리게스 역
- 스토커드 채닝 - 캐럴 앤 역
- 블라이드 대너 - 비어트리스 역
- 알리스 하워드 - 버질 역
- 제이슨 런던 - 보비 레이 역
- 크리스 펜 - 돌라드 보안관 역
- 멀린다 딜런 - 머나 역
- 마슬린 휴고 - 커티나 역
- 베스 그랜트 - 로레타 역
- 마이클 바탄 - 토미 역

카메오 출연
- 줄리 뉴마 - 본인 역
- 나오미 캠벨 - 차이나 볼의 여성 역
- 브렌던 맥대니얼 - 캔디스 케인(본인) 역
- 루폴 - 레이철 텐션스 역
- 로빈 윌리엄스 - 존 제이컵 징글하이머 슈밋 역

## 기타 제작진
- 미술: 윈 토머스
- 의상: 말린 스튜어트
- 음악 총괄 제작: 해피 월터스, 필라 매커리
- 안무: 케니 오테이가

## 우리말 녹음
KBS 성우진 (2005년 12월 12일)
- 이인성 - 비다(패트릭 스웨이지)
- 김준 - 치치(존 레귀자모)
- 김영민 - 녹시마(웨슬리 스나이프스)
- 안경진 - 앤(스토커드 채닝)
- 장호비 - 보안관(크리스 펜)
- 오세홍 - 버질(알리스 하워드)
- 배한성 - 존(로빈 윌리엄스)
- 안용욱 - 보비(제이슨 런던)
- 문지현
- 김혜미
- 박상훈
- 황재경
- 김래환
- 김민아
- 임채헌